# Denizli
Denizli là một thành phố tự trị (büyük şehir) đồng thời cũng là một tỉnh (il) của Thổ Nhĩ Kỳ. Thành phố nằm ở vùng phía tây Anatolia, trên khu vực bờ biển Aegea. Các tỉnh và thành phố giáp ranh là: Uşak về phía bắc, Burdur, Isparta, Afyon về hướng đông, Aydın, Manisa về hướng tây và Muğla về hướng bắc. Sân bay Denizli Çardak nằm ở thành phố này.

## Các huyện
Từ ngày 12 tháng 11 năm 2012, thành phố tỉnh lỵ Denizli và huyện Akköy được giải thể để thành lập huyện Merkezefendi và Pamukkale. Hiện tại, thành phố Denizli gồm 19 đơn vị hành chính cấp huyện:
| - Acıpayam - Babadağ - Baklan - Bekilli - Beyağaç - Bozkurt - Buldan - Çal - Çameli | - Çardak - Çivril - Güney - Honaz - Kale - Merkezefendi - Pamukkale - Sarayköy - Serinhisar - Tavas |

## Địa lý
Khoảng 28-30% là đồng bằng, 25% là cao nguyên và 47% là núi non. Với độ cao 2571m, núi Honaz là nơi cao nhất tỉnh. Hồ lớn nhất tỉnh này là Acıgöl. Có một suối nước nóng ở phía tây Sarayköy, tại đầu nguồn sông Menderes, ngoài ra còn có suối nước nóng khác ở Kizildere.

### Khí hậu
Denizli có khí hậu Địa Trung Hải (Köppen: Csa hoặc Trewartha: Cs), với mùa hè khô nóng và mùa đông ôn hòa, mát mẻ và nhiều mưa.
| Dữ liệu khí hậu của Denizli                  | Dữ liệu khí hậu của Denizli | Dữ liệu khí hậu của Denizli | Dữ liệu khí hậu của Denizli | Dữ liệu khí hậu của Denizli | Dữ liệu khí hậu của Denizli | Dữ liệu khí hậu của Denizli | Dữ liệu khí hậu của Denizli | Dữ liệu khí hậu của Denizli | Dữ liệu khí hậu của Denizli | Dữ liệu khí hậu của Denizli | Dữ liệu khí hậu của Denizli | Dữ liệu khí hậu của Denizli | Dữ liệu khí hậu của Denizli |
| Tháng                                        | 1                           | 2                           | 3                           | 4                           | 5                           | 6                           | 7                           | 8                           | 9                           | 10                          | 11                          | 12                          | Năm                         |
| -------------------------------------------- | --------------------------- | --------------------------- | --------------------------- | --------------------------- | --------------------------- | --------------------------- | --------------------------- | --------------------------- | --------------------------- | --------------------------- | --------------------------- | --------------------------- | --------------------------- |
| Cao kỉ lục °C (°F)                           | 22.6 (72.7)                 | 25.9 (78.6)                 | 30.8 (87.4)                 | 35.8 (96.4)                 | 39.5 (103.1)                | 44.1 (111.4)                | 43.9 (111.0)                | 44.4 (111.9)                | 41.6 (106.9)                | 36.9 (98.4)                 | 29.9 (85.8)                 | 26.6 (79.9)                 | 44.4 (111.9)                |
| Trung bình ngày tối đa °C (°F)               | 10.7 (51.3)                 | 12.7 (54.9)                 | 16.5 (61.7)                 | 21.3 (70.3)                 | 27.0 (80.6)                 | 32.3 (90.1)                 | 35.7 (96.3)                 | 35.7 (96.3)                 | 31.0 (87.8)                 | 24.7 (76.5)                 | 17.8 (64.0)                 | 12.2 (54.0)                 | 23.1 (73.6)                 |
| Trung bình ngày °C (°F)                      | 6.2 (43.2)                  | 7.6 (45.7)                  | 10.7 (51.3)                 | 15.1 (59.2)                 | 20.2 (68.4)                 | 25.1 (77.2)                 | 28.3 (82.9)                 | 28.2 (82.8)                 | 23.5 (74.3)                 | 17.9 (64.2)                 | 11.9 (53.4)                 | 7.7 (45.9)                  | 16.9 (62.4)                 |
| Tối thiểu trung bình ngày °C (°F)            | 2.7 (36.9)                  | 3.6 (38.5)                  | 6.0 (42.8)                  | 9.7 (49.5)                  | 14.2 (57.6)                 | 18.6 (65.5)                 | 21.6 (70.9)                 | 21.5 (70.7)                 | 17.2 (63.0)                 | 12.5 (54.5)                 | 7.5 (45.5)                  | 4.4 (39.9)                  | 11.6 (52.9)                 |
| Thấp kỉ lục °C (°F)                          | −10.5 (13.1)                | −11.4 (11.5)                | −7.0 (19.4)                 | −2.0 (28.4)                 | 2.7 (36.9)                  | 7.9 (46.2)                  | 12.6 (54.7)                 | 11.6 (52.9)                 | 6.6 (43.9)                  | −0.8 (30.6)                 | −4.5 (23.9)                 | −10.4 (13.3)                | −11.4 (11.5)                |
| Lượng Giáng thủy trung bình mm (inches)      | 85.7 (3.37)                 | 69.7 (2.74)                 | 63.8 (2.51)                 | 54.8 (2.16)                 | 47.9 (1.89)                 | 31.8 (1.25)                 | 16.3 (0.64)                 | 12.1 (0.48)                 | 15.7 (0.62)                 | 37.1 (1.46)                 | 57.8 (2.28)                 | 81.1 (3.19)                 | 573.8 (22.59)               |
| Số ngày giáng thủy trung bình                | 11.70                       | 10.93                       | 11.23                       | 10.07                       | 9.67                        | 5.77                        | 2.93                        | 2.83                        | 3.57                        | 6.70                        | 7.67                        | 12.17                       | 95.2                        |
| Số giờ nắng trung bình tháng                 | 111.6                       | 130.0                       | 173.6                       | 207.0                       | 272.8                       | 321.0                       | 359.6                       | 325.5                       | 264.0                       | 207.7                       | 147.0                       | 102.3                       | 2.622,1                     |
| Số giờ nắng trung bình ngày                  | 3.6                         | 4.6                         | 5.6                         | 6.9                         | 8.8                         | 10.7                        | 11.6                        | 10.5                        | 8.8                         | 6.7                         | 4.9                         | 3.3                         | 7.2                         |
| Nguồn: Cơ quan Khí tượng Nhà nước Thổ Nhĩ Kỳ |                             |                             |                             |                             |                             |                             |                             |                             |                             |                             |                             |                             |                             |